# ديفيد إدوارد شتاينر
ديفيد إدوارد شتاينر هو رسام سويسري، ولد في 7 أبريل 1811 في فينترتور في سويسرا، وتوفي بنفس المكان في 5 أبريل 1860.